# Loro Piana
Loro Piana è un'azienda italiana operante nel settore dei beni di lusso.
Principale azienda artigianale al mondo nella lavorazione del cashmere, della vigogna e della lane extrafini, nel dicembre 2013 è stata acquistata (80% del capitale sociale) dalla multinazionale francese del lusso LVMH. Ha tre divisioni, il lanificio (che produce tessuti di alta gamma utilizzando fibre nobili come cashmere, baby cashmere, vigogna, lane extrafini), la divisione Luxury Goods, che produce e distribuisce prodotti di abbigliamento e accessori realizzati con i propri tessuti e la divisione Interiors, che produce tessuti e complementi d’arredo.

## Storia
Originaria di Trivero, la famiglia Loro Piana comincia la propria attività di mercanti di lana all'inizio del diciannovesimo secolo, e verso la seconda metà del secolo si trasferisce in Valsesia dove fonda il lanificio Fratelli Lora e Compagnia, a cui segue il lanificio di Quarona di Zignone & C. all'inizio del ventesimo secolo. L'attuale azienda Loro Piana viene creata nel 1924 dall'ingegner Pietro Loro Piana. Nel periodo immediatamente dopo la seconda guerra mondiale, Franco Loro Piana, nipote di Pietro, prende in mano l'attività di famiglia, facendone un marchio ampiamente conosciuto nel settore dell'alta moda mondiale. Dagli anni settanta la Loro Piana è gestita dai figli di Franco, Sergio e Pier Luigi.
Dal 1985 l'azienda ha avviato una collaborazione con la Federazione Italiana Sport Equestri. Inoltre dal 2002 Loro Piana veste anche il Team New Zealand all'America's Cup. Dalla fine degli anni novanta il marchio espande la propria produzione dall'abbigliamento agli accessori tessili, alle calzature, ai regali e agli accessori per la casa. Gli stabilimenti sono situati in Italia, in particolare in Valsesia, in provincia di Vercelli. I prodotti sono distribuiti attraverso una rete di 130 negozi di proprietà, aperti progressivamente dalla metà degli anni novanta, situati nelle strade dello shopping più esclusive del mondo e dal 2012 attraverso l'e-commerce.
Nel 2013 Loro Piana ha annunciato di avere investito 1,6 milioni di dollari, acquisendo la maggioranza di una società che ha il diritto di tosare le circa 6000 vicuñe presenti in un territorio di 85.000 ettari in Argentina. L'8 luglio 2013, a sorpresa, a Parigi viene dato l'annuncio che la famiglia Loro Piana ha ceduto l'80% dell'azienda al gruppo francese LVMH per 2 miliardi di euro. Sergio e Pier Luigi Loro Piana conserveranno una partecipazione del 20% nella società e manterranno le loro funzioni alla guida dell'azienda. Dopo una lunga malattia, il 20 dicembre 2013 muore a Milano Sergio Loro Piana. Nel marzo 2017 la famiglia Loro Piana cede un altro 5% al gruppo LVMH. La struttura aziendale è composta dal presidente Antoine Arnault, figlio di Bernard e dall'amministratore delegato Damien Betrand. Nel maggio 2025 Frédéric Arnault sostituisce Damien Bertrand come amministratore delegato della società.
Nel luglio 2025 il tribunale di Milano ha disposto nei confronti di Loro Piana l’amministrazione giudiziaria per correggere pratiche illecite all’interno della sua filiera. Loro Piana è accusata di aver affidato parte della propria produzione ad altre aziende per ridurre i costi, aziende in cui sarebbero stati riscontrati casi di sfruttamento e caporalato.

## Dati economici
Nel 2011 l'azienda ha registrato un fatturato di 423,5 milioni € Nel 2017 record di vendite e utili: fatturato di 574 milioni di euro (aumento del 15% rispetto ai 498 milioni del 2016), Ebitda vicino al massimo storico del 2014 a 111 milioni, utile netto  di 91 milioni con un aumento del 16%.